# لغة الإشارة الهندية الباكستانية
لغة الإشارة الهندية الباكستانية (IPSL) هي لغة الإشارة السائدة في شبه القارة الهندية بجنوب آسيا ويستخدمها ما لا يقل عن 15 مليون شخص أصم. وكما هو الحال مع العديد من لغات الإشارة فمن الصعب تقدير الأرقام بأي قدر من اليقين، حيث لا يسرد تعداد الهند لغات الإشارة وركزت معظم الدراسات على المناطق الشمالية والحضرية. واعتبارًا من عام 2024 أصبحت لغة الإشارة الأكثر استخدامًا في العالم وتصنفها إثنولوج على أنها اللغة رقم 149 الأكثر تحدثًا في العالم.
يعتبر بعض الباحثين أن التنوعات اللغوية في الهند وباكستان وبنغلاديش -وربما نيبال- هي تنويعة من لغة الإشارة الهندية الباكستانية. بينما يعتبرها آخرون لغات مستقلة. إذ يميز معيار أيزو حاليًا بين:
- لغة الإشارة الهندية (إنس)[9]
- لغة الإشارة الباكستانية (بكس)[10]
- لغة الإشارة في غرب البنغال (لغة الإشارة في كولكاتا) (وبس)[11]
- لغة الإشارة النيبالية (نسب)[12]

## حالة لغة الإشارة
تعتمد مدارس الصم في جنوب آسيا بدرجة كبيرة على المنهج الشفهي. بخلاف لغة الإشارة الأمريكية (آسل) ولغات الإشارة في الدول الأوروبية لا تحظى لغة الإشارة الدولية (آيبسل) بدعم حكومي رسمي كبير. ولا تزال مجتمعات الصم في شبه القارة الهندية تكافح من أجل منح لغة الإشارة الدولية (أيبسل) مكانة لغة الإشارة كلغة أقلية. مع استخدام العديد من الصم في شبه القارة الهندية للغة الإشارة إلا أنها لا تُستخدم رسميًا في المدارس لأغراض التدريس.

### الهند
في عام 2005 منح الإطار الوطني للمناهج الدراسية (نسف) شرعيةً لتعليم لغة الإشارة مُلمِّحًا إلى إمكانية اعتبارها لغةً ثالثةً اختياريةً للطلاب الذين يسمعون. وفي مارس 2006 نشر المجلس الوطني لبحوث وتدريب ذوي الاحتياجات الخاصة (نسيرت) فصلًا عن لغة الإشارة في كتاب مدرسي للصف الثالث مُشدّدًا على أنها لغةٌ كغيرها من اللغات وأنها "وسيلة تواصلٍ أخرى". وكان الهدف هو بناء مواقف إيجابية تجاه ذوي الإعاقة.
بذلت مجتمعات الصم والمنظمات غير الحكومية والباحثين والمنظمات الأخرى العاملة مع الأشخاص ذوي الإعاقة السمعية بما في ذلك اتحاد عموم الهند للصم (آيفد) والرابطة الوطنية للصم (ناد) جهودٌ حثيثة في سبيل تشجيع لغة الإشارة الدولية. فحتى عام 2001 لم تُعقد أي فصول رسمية لتدريس لغة الإشارة الدولية في الهند. وخلال هذه الفترة أنشأ معهد علي يافار جونغ الوطني للسمع وذوي الإعاقة (أيجنيهه) في مومباي وحدةً لتعليم لغة الإشارة الدولية. وبدأت دورةً بعنوان "دبلوم مترجم لغة الإشارة في الهند". حيث يهدف المنهج الدراسي المُصمم لهذه الدورة إلى تطوير التواصل المهني بلغة الإشارة والقدرة على الترجمة باحترافية. كما ركز على الفهم الأساسي لمجتمع الصم وثقافتهم. وفي وقت لاحق عُرضت الدورة في المراكز الإقليمية في حيدر أباد وبوفانيشوار وكلكتا ودلهي.
بالإضافة إلى أيجنيهه تقدم منظمات مثل موك بادهير سانجاثان في إندور والعديد من المنظمات الأخرى فصول لغة الإشارة الدولية. كما تستخدم العديد من المنظمات غير الحكومية في جميع أنحاء الهند لغة الإشارة الدولية لتدريس اللغة الإنجليزية والدورات الأكاديمية والمهنية المختلفة. وتشمل هذه المنظمات غير الحكومية إشارا (مومباي) ومؤسسة ديف واي (دلهي) وجمعية نويدا للصم وتمكين تعليم القيادة للصم (لييد) (بيون) ومعهد سبيكنغ هاندز للصم (البنجاب) إلخ (راندهاوا 2014). وتأسست جمعيات مثل جمعية مترجمي لغة الإشارة (آسلي) وجمعية مترجمي لغة الإشارة الهندية (إسليا) في عامي 2006 و2008 على التوالي من أجل التطوير المهني للمترجمين في الهند. كما أنشأت مدرستين في الهند تتبعان نهجًا ثنائي اللغة لتعليم الطلاب الصم. إن المدارس هي معهد باجاج للتعلم (بيل) في دهرادون وموك بادهير سانجاثان في إندور. إلى جانب إنشاء منظمات تعمل لصالح الصم شهدت الهند طفرة في الأبحاث المتعلقة بلغة الإشارة. وتشمل التطورات البحثية الحديثة دراسات أجراها باحثون من جامعة جواهر لال نهرو (جنو) وجامعة دلهي بما في ذلك والانغ (2007) وسينها (2003، 2008/2013) وهيدام (2010) وكولشيشترا (2013). كما تُجرى أبحاث حول مشاكل لغة الإشارة الهندية (آيبسل) والوعي بها وتصنيف أفعالها (مورغان 2009، 2010). إلى جانب ذلك استمرت أعمال الباحثين حول الجوانب اللغوية للغة الإشارة الهندية (آيبسل) وأنواعها (بهاتاتشاريا وهيدام (2010)، أبوه وبفاو وزيشان (2005) وزيشان وباندا (2011) وباندا (2011) وباندا (2012). فمن بين الخطوات التي اتخذتها حكومة الهند لتعزيز لغة الإشارة إنشاء المركز الدولي لتعلم لغة الإشارة. إلا أن استقلالية المركز البحثي تُعدّ حاليًا قضية خلافية لم تُحلّ بعد.

### باكستان
يبلغ عدد الصم في باكستان 0.24 مليون نسمة وهو ما يمثل حوالي 7.4% من إجمالي عدد السكان ذوي الإعاقة في البلاد.

## أصناف
هناك العديد من أنواع لغة الإشارة في المنطقة بما في ذلك العديد من جيوب لغات الإشارة المنزلية والمحلية مثل لغة إشارة غاندروك ولغة إشارة جانكوت ولغة إشارة جوملا في نيبال ولغة إشارة أليبور في الهند والتي يبدو أنها لغات معزولة. توجد أيضًا العديد من لغات الإشارة السريلانكية التي قد لا تكون مرتبطة ببعضها البعض. ومع ذلك فإن الأنواع الحضرية في الهند وباكستان ونيبال (لغة الإشارة النيبالية) وبنغلاديش مرتبطة بأسلوب واضح (مع أنه بالنسبة للغة الإشارة النيبالية على الأقل ليس من الواضح ما إذا كانت العلاقة وراثية أو ربما بالأحرى علاقة استعارة مركبة نتيجة لدمج واسع النطاق لقاعدة إيمائية مشتركة من جنوب آسيا). يوجد خلاف حول ما إذا كان ينبغي اعتبار هذه الأنواع ذات الصلة لغات منفصلة.
- أجرى وودوارد (1992أ) بحثًا في مفردات لغات الإشارة في كراتشي (السند بباكستان) ودلهي (المنطقة الشمالية الشرقية بالهند) وبومباي (ماهاراشترا بالهند) وبنغالور (كارناتاكا بالهند) وكلكتا (غرب البنغال بالهند). ووجد أن معدلات التقارب بين مفردات كراتشي من جهة والمفردات الهندية الأربعة من جهة أخرى تتراوح بين 62% و71% وخلص إلى أن "لغات الإشارة في الهند وباكستان لغات متميزة ولكنها وثيقة الصلة تنتمي إلى نفس العائلة اللغوية".[15]
- قام وودوارد (1993) بتوسيع بحثه الذي أجراه عام 1992 عن طريق مقارنة النتائج من الهند وباكستان مع بيانات جديدة من النيبال وخلص بصفة مبدئية إلى أن أنواع لغة الإشارة في الهند وباكستان والنيبال وربما أيضًا بنجلاديش وسريلانكا مرتبطة ارتباطًا وثيقًا لدرجة أنها قد تشكل في الواقع لغة إشارة واحدة.[16]
- اقترحت زيشان (2000) استنادًا إلى أبحاثها الخاصة في كراتشي ونيودلهي والتي خلصت إلى أن قواعدهم اللغوية متطابقة وأن هناك اختلافات صغيرة فقط في المفردات أن الأصناف الهندية والباكستانية تشكل لغة واحدة وقدمت مصطلح "لغة الإشارة الهندية الباكستانية" ورفضت بدرجة قاطعة فكرة لغات الإشارة الهندية والباكستانية المنفصلة.[17]
- يُصنّف معيار أيزو 639-3 هذه الأنواع من لغات الإشارة إلى ثلاث لغات منفصلة في الهند وبنغلاديش وباكستان والنيبال. ويُقرّ إثنولوج (2016) الذي يتّبع معيار أيزو بعلاقة هذه الأنواع بالإضافة إلى الجدل الدائر حول ما إذا كانت لغة واحدة أم متعددة.[18] ويُحدّد هذا المعيار الأنواع التالية داخل الهند: لغة إشارة بنغالور-تشيناي-حيدر آباد ولغة إشارة مومباي-دلهي ولغة إشارة كولكاتا.

- وجد جونسون وجونسون (2016)[19] في دراسة مقارنة للإشارات المستخدمة في دلهي وكولكاتا ودكا أن اللغة المستخدمة في دلهي كانت مختلفة بما يكفي عن لغة مدن البنغال مما يعيق الفهم المتبادل. ولوحظت أوجه تشابه كافية بين الإشارات المستخدمة في كولكاتا ودكا لإثبات قاطع أن هذه المدن تستخدم نفس تنوع لغة الإشارة.

في حين يبدو أن نظام الإشارة في آيبسل أصلي إلى حد كبير فإن عناصر آيبسل مستمدة من لغة الإشارة البريطانية. على سبيل المثال يستخدم معظم مستخدمي آيبسل في الوقت الحاضر تهجئة الأصابع بناءً على تهجئة الأصابع في لغة الإشارة البريطانية مع وجود مجموعات معزولة فقط تستخدم نظام تهجئة الأصابع الأصلي القائم على الديفاناغاري (على سبيل المثال الطلاب الصم وخريجو مدرسة الصم في فادودارا / بارودا غوجارات). بالإضافة إلى ذلك أدى الاتصال بالصم الأجانب مؤخرًا إلى اقتراض واسع النطاق من الإشارات الدولية و(إما بصفة مباشرة أو عبر الإشارات الدولية) من لغة الإشارة الأمريكية. غالبًا ما يقال إن عدد صغير من الصم في بنغالورو وما حولها يستخدمون لغة الإشارة الأمريكية (بسبب مدرسة الصم آسل القديمة هناك) ومع ذلك فمن الأرجح أن يكون من الأصح القول إنهم يستخدمون معجمًا يعتمد إلى حد كبير على آسل (أو الإشارة الإنجليزية) مع دمج عنصر آيبسل غير مهم أيضًا. إضافة إلى ذلك وبغض النظر عن الإشارات الفردية المستخدمة فإن القواعد النحوية المستخدمة هي آيبسل بوضوح وليست آسل.
تشير التقارير إلى أن جمعية دلهي للصم تعمل مع جامعة جواهرلال نهرو لتحديد لغة إشارة قياسية للهند.

## التاريخ

### التاريخ المبكر
مع أن مناقشة لغات الإشارة وحياة الصم نادرة للغاية في تاريخ الأدب في جنوب آسيا إلا أن هناك إشارات قليلة إلى الصم والتواصل الإيمائي في النصوص التي يعود تاريخها إلى العصور القديمة. وقد استخدمت الإيماءات الرمزية لليد المعروفة باسم مودرا في السياقات الدينية في الهندوسية والبوذية والزرادشتية لعدة قرون ذلك مع أن البوذية استبعدت في كثير من الأحيان الصم من المشاركة في الطقوس أو العضوية الدينية. بالإضافة إلى ذلك غالبًا ما يستخدم الرقص والمسرح الهندي الكلاسيكي إيماءات يدوية منمقة ذات معاني خاصة.
ظهرت إشارة مبكرة إلى الإشارات التي يستخدمها الصم للتواصل في كتاب الهداية وهو شرح فقهي إسلامي من القرن الثاني عشر. في هذا النص المؤثر يتمتع الصم (أو "البكم") بمركز قانوني في مجالات مثل الوصايا والزواج والطلاق والمعاملات المالية إذا اعتادوا التواصل بإشارات مفهومة.
في أوائل القرن العشرين لوحظ ارتفاع في حالات الصمم بين مجتمعات تلال النجا. وكما حدث في أماكن أخرى في مثل هذه الظروف (انظر على سبيل المثال لغة إشارة بدوية السيد) ظهرت لغة إشارة قروية واستخدمها الصم والسامعون على حد سواء في المجتمع. كما كتب عالم الإثنولوجيا والمسؤول السياسي جون هنري هاتون:
كما قد يتوقع المرء... من الرجال الذين لا يعرفون فن الكتابة وصلت لغة الإشارات إلى مستوى عالٍ من التطور... وللحكم على مدى تطور هذه القدرة على التواصل بالإشارات وما إلى ذلك من الضروري فقط تجربة ترجمة مترجم ناغا لقصة أو طلب قيل له بلغة الإشارة من رجل أبكم... في الواقع لقد عرف الكاتب رجلاً أبكم قدم شكوى طويلة ومفصلة عن اعتداء لم يكن ينقصه شيء سوى الأسماء الصحيحة، وحتى هذه تعرفوا عليها في النهاية بناء على وصف الرجل الأبكم لملابس مهاجميه ومظهرهم الشخصي.

(انظر لغة الإشارة الناجا) ومع ذلك فمن غير المرجح أن تكون أي من أنظمة الإشارة هذه مرتبطة بلغة الإشارة الهندية الحديثة وكان يُتعامل مع الصم إلى حد كبير باعتبارهم منبوذين اجتماعيًا طوال تاريخ جنوب آسيا.

### مدارس الصم السكنية
بدأ تعليم الصم الموثق بخدمات الرعاية الاجتماعية ومدارس البعثات ودور الأيتام منذ ثلاثينيات القرن التاسع عشر و"عمل في البداية باستخدام التواصل الإيمائي أو الرمزي المُصمم محليًا وأحيانًا بالكلام المتزامن". وفي وقت لاحق من القرن التاسع عشر تأسست مدارس الصم الداخلية واتجهت (بصفة متزايدة) إلى تبني نهج شفوي بدلًا من استخدام لغة الإشارة في الفصول الدراسية. وشملت هذه المدارس مؤسسة بومباي للصم والبكم التي أسسها الأسقف ليو مورين في ثمانينيات القرن التاسع عشر ومدارس في مادراس وكلكتا التي افتُتحت في تسعينيات القرن التاسع عشر. وتبع ذلك مدارس سكنية أخرى قريبًا مثل "مدرسة الأولاد الصم والبكم" في ميسور التي تأسست عام 1902 ومدرسة في ديهيوالا في ما يُعرف الآن بسريلانكا والتي تأسست عام 1913 و"مدرسة إيدا ريو للأطفال المكفوفين والصم والبكم وغيرهم من الأطفال المعوقين" والتي تأسست عام 1923 في كراتشي في ما يُعرف الآن بباكستان.
بينما تعلّم بعض الطلاب الذين لم يتمكنوا من التعلم عن طريق الطريقة الشفهية باستخدام الإشارات فضّل العديد منهم التواصل مع بعضهم البعض عبر لغة الإشارة مما أثار إحباط معلميهم أحيانًا. وأُجريت أول دراسة للغة الإشارة لهؤلاء الأطفال والتي ترتبط بدرجة شبه مؤكدة باللغة الإنجليزية المعاصرة للغة الإشارة عام 1928 على يد المعلمة البريطانية إتش سي بانيرجي. حيث زارت ثلاث مدارس داخلية للأطفال الصم في دكا وباريسال وكلكتا ولاحظت أن "المعلمين في جميع هذه المدارس ثبّطوا نمو لغة الإشارة التي مع هذا الرفض الرسمي نمت وازدهرت". حيث قارنت مفردات الإشارة في المدارس المختلفة ووصفت الإشارات بالكلمات في ملحق.
أبلغ عن حالة نادرة لحدث عام أجرته بلغة الإشارة بعثة في بالايامكوتاي في عام 1906: "خدماتنا للصم هي في الغالب بلغة الإشارة والتي يمكن للجميع الانضمام إليها على حد سواء سواء كانوا يتعلمون اللغة التاميلية كما يفعل أولئك الذين ينتمون إلى رئاسة المدراس أو اللغة الإنجليزية والتي تدرس لأولئك القادمين من أجزاء أخرى."

## القواعد النحوية
مع الافتراض الشائع بأن لغة الإشارة الهندية الباكستانية هي التمثيل اليدوي للغة الإنجليزية المنطوقة أو الهندية إلا أنها في الواقع لا علاقة لها بأيٍّ من اللغتين ولها قواعدها النحوية الخاصة. يناقش زيشان (2014) ثلاثة جوانب من لغة الإشارة الهندية الباكستانية: معجمها وقواعدها النحوية وقواعدها المكانية. فمن بين السمات المميزة للغة الإشارة الهندية الباكستانية التي تختلف عن لغات الإشارة الأخرى:
- علامات الأعداد: تُشكَّل الأرقام من صفر إلى تسعة في لغة الإشارة الهندية برفع يدٍ مُناسبة لكل رقم. من واحد إلى خمسة ويُشكِّل عدد الأصابع الممدودة المُقابلة علامة العدد بينما تُستخدم أشكال خاصة لليد مُشتقة من الأرقام المكتوبة للصفر والأرقام من ستة إلى تسعة. حيث يُمكن التعبير عن العدد عشرة إما برفع يدَيْن مُكوَّنتين من خمسة أو بـ "1 + 0". (زيشان 2000)
- العلاقة العائلية: تسبق علامات العلاقة العائلية علامة "ذكر/رجل" و"أنثى/امرأة". أ)رجل شقيق

أخ
امرأة
أخ أو أخت
- عائلات الإشارات: تنتمي العديد من الإشارات إلى نفس العائلة إذا كانت تشترك في معلمة واحدة أو أكثر بما في ذلك أشكال اليد ومكان النطق والحركة.
  - النجاح والرسوب لهما نفس شكل اليد ولكنهما يتحركان في اتجاهين متعاكسين.
  - المال والأجر والأغنياء لديهم نفس شكل اليد ولكن أماكن النطق وأنماط الحركة مختلفة.
  - فكر واعرف وافهم استخدم نفس مكان النطق وهو الرأس.
- يتكون آيبسل من العديد من الإيماءات غير اليدوية بما في ذلك نمط الفم وإيماءة الفم وتعبيرات الوجه ووضعية الجسم وموضع الرأس ونظرة العين (زيشان 2001)
- لا يوجد أي انحراف زمني في لغة الإشارة الأمريكية. يُصوَّر الماضي والحاضر والمستقبل باستخدام علامات تشير إلى "قبل" و"ثم" و"بعد".
- توضع كلمات الاستفهام مثل ماذا أو أين في نهاية الجملة. أ) البنك أين

البنك مَن
أين يقع البنك؟ ب)مريض من
مريض دبليو أتش
من هو المريض؟
- يعد استخدام المساحة ميزة أساسية في آيبسل.

الجمل دائمًا ما تكون مسندة نهائيًا ويمكن لجميع علامات الفئات المعجمية المفتوحة أن تعمل كعلامات. الحذف الواسع والجمل المكونة من كلمة واحدة شائعة. يوجد تفضيل كبير للجمل ذات الحجة المعجمية الواحدة. ولا يلعب الترتيب التأسيسي أي دور في تحديد العلاقات النحوية بل تُرمَّز هذه العلاقات حصريًا بواسطة آليات مكانية (مثل علامات الاتجاه) أو تُستدل عليها من السياق. عادةً ما تأتي التعبيرات الزمنية أولًا في الجملة وإذا وُجد حرف فاعل فإنه دائمًا ما يتبع المسند (مثل: أمس مات الأب - "(My) father died yesterday").

## الثقافة الشعبية
ظهرت لغة الإشارة الهندية الباكستانية في العديد من الأفلام الهندية مثل:
- كوشيش فيلم صدر عام 1972 يتحدث عن زوجين أصمين.
- موزي فيلم صدر عام 2007 يحكي قصة حب فتاة صماء وبكماء.
- خاموشي: المسرحية الموسيقية فيلم صدر عام 1996 عن زوجين أصمين لديهما ابنة تصبح موسيقية.
- بلاك فيلم صدر عام 2005 عن فتاة عمياء وصماء ويستند جزئيًا على حياة هيلين كيلر.

## الموارد الحاسوبية
أُجريت أبحاثٌ كثيرة حول التعرف على لغة الإشارة ولكن مع تركيزٍ أقل على لغة الإشارة الهندية. وبسبب الانقسام السياسي يُنظر إلى لغات الإشارة الهندية والباكستانية عمومًا على أنها مختلفة مما يؤدي إلى تجزئة البحث. ووُجدت بعض المبادرات التي تجمع موارد مفتوحة لمستخدمات الإشارة الهنديات والباكستانيات.

## قراءة إضافية
- Deshmukh، Dilip (1997). Sign Language and Bilingualism in Deaf Education (PDF). إيشل كرنجي, India: Deaf Foundation. مؤرشف (PDF) من الأصل في 2024-05-15.
- Sulman، Nasir؛ Zuberi، Sadaf (2002). "Pakistan Sign Language – A Synopsis". Sustainable Development Networking Programme, Pakistan. قالب:Academia.edu .
- Sinha، Samar (2003). A Skeletal Grammar of Indian Sign Language (MPhil dissertation thesis). نيودلهي: Jawaharlal Nehru University.
- Sinha، Samar (2008). A Grammar of Indian Sign Language (PhD thesis). نيودلهي: Jawaharlal Nehru University.
- Imran، Ali؛ Razzaq، Abdul؛ Baig، Irfan Ahmad؛ Hussain، Aamir؛ Shahid، Sharaiz؛ Rehman، Tausif-ur (يونيو 2021). "Dataset of Pakistan Sign Language and Automatic Recognition of Hand Configuration of Urdu Alphabet through Machine Learning". Data in Brief. ج. 36: 107021. Bibcode:2021DIB....3607021I. DOI:10.1016/j.dib.2021.107021. PMC:8076696. PMID:33937455.

## روابط خارجية
- المدرسة الثانوية العليا ومعهد التدريب المتعدد الأغراض للصم ( إندور ، ماديا براديش) - مدرسة داخلية يديرها زوجان أصم ويستخدمان لغة الإشارة الهندية الباكستانية في الفصل الدراسي.
- لغة الإشارة الباكستانية – ملخص
- الأشخاص الذين يقفون وراء أول قاموس للغة الإشارة في الهند —بي بي سي